# Tour de France 2016/14. Etappe
Die 14. Etappe der Tour de France 2016 wurde am 16. Juli 2016 ausgetragen. Sie führte über 208,5 Kilometer von Montélimar nach Villars-les-Dombes. Es gab drei Bergwertungen der 4. Kategorie sowie einen Zwischensprint in La Fayette nach 145,5 Kilometern. Das Profil der Etappe war flach, daher wurde mit einem Massensprint am Ziel, das sich am Vogelpark (Parc des Oiseaux) in Villars-les-Dombes befindet, gerechnet. Diesen gewann Mark Cavendish (DDD).

## Rennverlauf
Auf der 14. Etappe gab es zunächst keine Attacken. Die erste Bergwertung nach 20,5 Kilometern absolvierte das Peloton geschlossen. Der im Bergtrikot fahrende Thomas De Gendt (LTS) errang einen zusätzlichen Punkt. Erst nach knapp einer Stunde bildete sich eine vierköpfige Ausreißergruppe mit Martin Elmiger (IAM), Alex Howes (CDT), Cesare Benedetti (BOA) und Jérémy Roy (FDJ). Die Durchschnittsgeschwindigkeit lag in der ersten Stunde bei 30,4 km/h und damit sehr niedrig.
Die vier Ausreißer bekamen maximal 4:30 Minuten Vorsprung eingeräumt und machten die beiden Bergpreise der 4. Kategorie unter sich aus. Am Zwischensprint lag Benedetti vor Howes, Roy und Elmiger, den Sprint des Pelotons gewann Peter Sagan (TNK) vor Marcel Kittel (EQS) und Mark Cavendish (DDD). Gegen 16:30 Uhr kam es zu einem Sturz im Hauptfeld, in dessen Folge der Däne Matti Breschel (CDT) die Frankreich-Rundfahrt abbrechen musste.
Etwa 50 Kilometer vor dem Ziel lag der Vorsprung der vier Fahrer an der Spitze bereits unter einer Minute. Um es nicht zu früh zu einem Zusammenschluss kommen zu lassen, nahmen die Mannschaften im Peloton wieder etwas an Tempo heraus, sodass sich der Abstand eine Zeit lang bei etwa 30 bis 45 Sekunden einpegelte. Vor dem Ziel fiel dann zunächst Alex Howes zurück, später konnte auch Cesare Benedetti dem Tempo von Elmiger und Roy nicht mehr folgen. Etwa drei Kilometer vor dem Ziel wurden die beiden verbliebenen Ausreißer dann eingeholt.
Auf der etwa drei Kilometer langen Zielgerade kam es zu einem Massensprint, in dem zunächst Marcel Kittel den Sprint angefahren bekam. Vom Hinterrad des Deutschen zog dann Mark Cavendish vorbei und machte einen kleinen Schlenker in Kittels Fahrlinie, sodass er bremsen musste und noch von Alexander Kristoff (KAT), Peter Sagan und John Degenkolb (TGA) überspurtet wurde.
Mark Cavendish errang auf der 14. Etappe seinen vierten Tagessieg bei der Tour 2016 und den insgesamt 30. bei einer Frankreich-Rundfahrt. Er rückte damit in der Punktewertung wieder etwas näher an Peter Sagan heran, der noch 62 Punkte Vorsprung vor dem Briten hatte. Die anderen Klassements blieben vorn unverändert.

## Punktewertungen
| Zwischensprint in La Fayette nach 145,5 km auf 280 m |                        |                            |         |
| 1.                                                   | Italien                | Cesare Benedetti (BOA)     | 20 Pkt. |
| 2.                                                   | Vereinigte Staaten     | Alex Howes (CDT)           | 17 Pkt. |
| 3.                                                   | Frankreich             | Jérémy Roy (FDJ)           | 15 Pkt. |
| 4.                                                   | Schweiz                | Martin Elmiger (IAM)       | 13 Pkt. |
| 5.                                                   | Slowakei               | Peter Sagan (TNK)          | 11 Pkt. |
| 6.                                                   | Deutschland            | Marcel Kittel (EQS)        | 10 Pkt. |
| 7.                                                   | Vereinigtes Konigreich | Mark Cavendish (DDD)       | 9 Pkt.  |
| 8.                                                   | Frankreich             | Bryan Coquard (DEN)        | 8 Pkt.  |
| 9.                                                   | Argentinien            | Maximiliano Richeze (EQS)  | 7 Pkt.  |
| 10.                                                  | Italien                | Fabio Sabatini (EQS)       | 6 Pkt.  |
| 11.                                                  | Danemark               | Lars Bak (LTS)             | 5 Pkt.  |
| 12.                                                  | Litauen                | Ramunas Navardauskas (CDT) | 4 Pkt.  |
| 13.                                                  | Deutschland            | Tony Martin (EQS)          | 3 Pkt.  |
| 14.                                                  | Tschechien             | Petr Vakoc (EQS)           | 2 Pkt.  |
| 15.                                                  | Eritrea                | Natnael Berhane (DDD)      | 1 Pkt.  |

| Etappenziel in Villars-les-Dombes nach 208,5 km auf 279 m |                        |                          |         |
| 1.                                                        | Vereinigtes Konigreich | Mark Cavendish (DDD)     | 50 Pkt. |
| 2.                                                        | Norwegen               | Alexander Kristoff (KAT) | 30 Pkt. |
| 3.                                                        | Slowakei               | Peter Sagan (TNK)        | 20 Pkt. |
| 4.                                                        | Deutschland            | John Degenkolb (TGA)     | 18 Pkt. |
| 5.                                                        | Deutschland            | Marcel Kittel (EQS)      | 16 Pkt. |
| 6.                                                        | Deutschland            | André Greipel (LTS)      | 14 Pkt. |
| 7.                                                        | Frankreich             | Bryan Coquard (DEN)      | 12 Pkt. |
| 8.                                                        | Italien                | Davide Cimolai (LAM)     | 10 Pkt. |
| 9.                                                        | Frankreich             | Christophe Laporte (COF) | 8 Pkt.  |
| 10.                                                       | Frankreich             | Samuel Dumoulin (ALM)    | 7 Pkt.  |
| 11.                                                       | Niederlande            | Dylan Groenewegen (TLJ)  | 6 Pkt.  |
| 12.                                                       | Irland                 | Sam Bennett (BOA)        | 5 Pkt.  |
| 13.                                                       | Niederlande            | Roy Curvers (TGA)        | 4 Pkt.  |
| 14.                                                       | Australien             | Michael Matthews (OBE)   | 3 Pkt.  |
| 15.                                                       | Australien             | Mathew Hayman (OBE)      | 2 Pkt.  |

## Bergwertungen
| Côte de Puy-Saint-Martin Kategorie 4 nach 20,5 km auf 394 m 3,6 km bei 5,2 % |         |                       |        |
| 1.                                                                           | Belgien | Thomas De Gendt (LTS) | 1 Pkt. |

| Côte de Four à Chaux Kategorie 4 nach 93,5 km auf 470 m 3,9 km bei 4,2 % |                    |                  |        |
| 1.                                                                       | Vereinigte Staaten | Alex Howes (CDT) | 1 Pkt. |

| Côte d’Hauterives Kategorie 4 nach 101,5 km auf 424 m 2,1 km bei 5,5 % |         |                        |        |
| 1.                                                                     | Italien | Cesare Benedetti (BOA) | 1 Pkt. |

## Aufgaben
- Mathias Frank (IAM): Aufgabe während der Etappe aufgrund von Magenproblemen
- Matti Breschel (CDT): Aufgabe während der Etappe aufgrund von Sturzfolgen